# Maurice Labro
Maurice Labro (* 21. September 1910 in Courbevoie; † 23. März 1987 in Paris) war ein französischer Filmregisseur und Drehbuchautor, der zwischen den Jahren 1947 und 1972 in Frankreich bei über 25 Kinofilmen und Fernsehserien Regie führte.

## Leben und Karriere
1910 in der französischen Stadt Courbevoie im Département Hauts-de-Seine, nordwestlich von Paris geboren, interessierte sich Labro schon sehr früh für den Film, begann 1933 und 1934 als Regieassistent beim ehemaligen Stummfilmregisseur Pierre Weill (1906–1961) und später beim Regisseur Marcel Lestan, kam aber erst im Alter von 37 Jahren zu seinem Spielfilmdebüt.
Der Krimi Spürhunde (Les Gosses mènent l'enquête) (auch Gewagtes Spiel) nach einem Roman von Francis Didelot wurde 1947 von der Kritik sehr gelobt.

### Kritiken
„Sehr gute Einzelleistungen der jungen Darsteller und sehr präzises Schildern des Internatsmilieus machen den Film humorvoll und spannend.“

### Rezeption
1950 fand der Schauspieler Louis de Funès in Maurice Labro einen sehr toleranten Regisseur. In der Komödie spielt Louis den Gangster Gino zusammen mit Christian Duvaleix in Labro's Film „Le roi du bla-bla-bla“ mit Roger Nicolas in der Hauptrolle. Hierbei fallen die beiden allerdings nicht durch ihr schauspielerisches Talent auf, sondern dadurch, dass sie die Dreharbeiten ständig durch ihre Albernheiten unterbrechen. Roger Nicolas bemerkte einmal nach den Dreharbeiten:
Zitat: „Sie werden nie wieder einen Hauptdarsteller finden, der es zwei Hanswürsten erlaubt ihre Nummer abzuziehen.“
Zitat aus dem Buch „Louis de Funès: die deutsche Biografie“, Seite 58, von Pierre Steinhauer, 2003

### Filmeinstieg junger Schauspieler
Viele internationale Schauspieler verdanken den Einstieg ins Filmgeschäft dem französischen Regisseur. Wie zum Beispiel Jess Hahn, französischer Bühnen- und Filmschauspieler amerikanischer Herkunft. Er debütierte bei Maurice Labro 1953 in (Deux de l'escadrille). Bekannt vor allem seit seiner Hauptrolle in Éric Rohmers Im Zeichen des Löwen (1959).

### Filme im deutschen Verleih
In Deutschland zählen die Arbeiten mit Schauspielern wie Fernandel in Komödien wie In gewissen Nächten und Lauter Leichen in Las Vegas nach dem Roman von Carter Brown oder die beiden Lino-Ventura-Thriller Spione (1956) und Das Raubtier rechnet ab (1958) zu seinen bekanntesten Filmen.
Des Weiteren arbeitete Labro mit namhaften Schauspielern wie Robert Hossein, Virna Lisi oder Roger Hanin. Zu den wichtigsten seiner Filme die auch in Deutschland in den Verleih kamen, schrieb er in der Regel selbst die Drehbücher. Als kompetenter Handwerker und souveräner Routenier führte er gekonnt durch beinahe sämtliche Filmproduktionen: Darunter Komödien, Dramen, Kriminal- und Spionagefilme aber auch Literaturverfilmungen wie Die Kanaille mit Marina Vlady oder Die sieben Masken des Judoka mit Heinz Drache in der Hauptrolle.
Zu Beginn der 70er Jahre zog sich Labro aus dem Filmgeschäft zurück. Er starb am 23. März 1987 im Alter von 76 Jahren in Paris.

## Filmografie (Auswahl)
- 1947: Spürhunde (Les Gosses mènent l'enquête) (auch Gewagtes Spiel)
- 1948: Trois garçons, une fille
- 1949: L'Héroïque Monsieur Boniface
- 1950: Le Tampon du capiston
- 1950: Le Roi du bla bla bla
- 1951: In gewissen Nächten (Boniface Somnambule)
- 1951: Pas de vacances pour Monsieur le Maire
- 1952: Monsieur Leguignon lampiste
- 1953: Deux de l'escadrille
- 1953: La Route du bonheur (Saluti e baci)
- 1953: Der Mann meiner Träume (Ma petite folie)
- 1954: J'y suis... j'y reste
- 1954: Leguignon guérisseur
- 1955: On déménage le colonel
- 1956: Villa sans souci
- 1956: Spione (Action immédiate)
- 1957: Le Colonel est de la revue
- 1958: Das Raubtier rechnet ab (Le fauve est lâché)
- 1960: Die Kanaille (Les Canailles)
- 1961: Jusqu'à plus soif
- 1962: Der Gorilla fletscht die Zähne (Le Gorille a mordu l'archevêque)
- 1963: Le Captif
- 1963: Lauter Leichen in Las Vegas (Blague dans le coin)
- 1964: FBI-Agent Cooper – Der Fall Tex (Coplan prend des risques)
- 1965: Der Spion, der in die Hölle ging (Corrida pour un espion)
- 1967: Die 7 Masken des Judoka (Casse-tête chinois pour le judoka)
- 1972: Das Ahornblatt  (La Feuille d'érable) (TV-Serie)